# Éric Chahi
Éric Chahi es un diseñador de videojuegos francés, más conocido por ser el creador de Heart of Darkness y Another World (también conocido como Out of This World en Norteamérica).

## Carrera
Éric Chahi comenzó a programar en Oric Atmos y Amstrad CPC en 1983 para la empresa Loriciels. A continuación pasó a plataformas como Atari ST y Commodore Amiga con juegos como Juana de Arco y Viaje al Centro de La Tierra publicados por Chip. En 1989 Éric Chahi abandonó Chip para unirse a Delphine Software y trabajar en los gráficos de Future Wars, un juego diseñado por Paul Cuisset. Posteriormente Chahi desarrolló Another World (publicado en 1991) casi totalmente por cuenta propia, desde la historia hasta la portada de la caja del juego; el juego recibiría posteriormente la ovación de la crítica por su atmósfera y minimalismo.
Tras abandonar Delphine, Chahi fundó Amazing Studio y se convirtió en uno de los diseñadores que trabajaron en Heart of Darkness, un juego con desplazamiento lateral que empezó con mucha ambición. El juego sufrió numerosas demoras en su desarrollo, que se prolongó durante seis años. Cuando Infogrames finalmente lo publicó en 1998, fue recibido por la crítica con algunas reticencias debido a su corta duración y baja resolución gráfica, ya por entonces obsoleta, si bien los gráficos de la versión PlayStation sí fueron bien recibidos.
Chahi desapareció de la industria de los videojuegos durante algunos años, para finalmente reaparecer para crear juegos con Ubisoft a comienzos del nuevo siglo. En abril de 2005 publicó una versión gratuita para Game Boy Advance de Another World. Esta versión estaba creada en colaboración con un programador llamado Cyril Cogordan, que originalmente la inició como un proyecto de aficionado. Se puede jugar usando un cartucho flash de Game Boy Advance o un emulador.
También se realizó una versión de Another World para teléfonos móviles con la ayuda de la desarrolladora Magic Productions, y se lanzó comercialmente al mercado en 2005. El 14 de abril de 2006, Chahi y Magic Productions lanzaron asimismo una versión actualizada para PC de Another World; esta versión cuenta con gráficos de mayor resolución y funciona en versiones modernas de Windows. En junio de 2014 esta versión en alta definición fue portada también a Xbox One, PlayStation 3, PlayStation 4, PlayStation Vita, Nintendo 3DS y Wii U como la edición 20 aniversario.
El 14 de junio de 2010 se presentó en el E3 de 2010 un tráiler del nuevo juego de Chahi, llamado From Dust. El juego fue publicado el 27 de julio de 2011 en Xbox Live Arcade con motivo del certamen Summer of Arcade de 2011, y ha sido descrito como una mezcla entre Populous y Black & White. Posteriormente fue lanzado también para PC el 17 de agosto de 2011, y más tarde para el navegador web Chrome.

## Videojuegos
- 1983 Frog (Oric 1; ASN diffusion)
- 1983 Carnaval (Oric 1; ASN diffusion)
- 1984 Le Sceptre d'Anubis (Oric 1; Micro Programmes 5)
- 1984 Doggy (Oric 1; Loriciels)
- 1985 Infernal Runner (Amstrad CPC, C64; Loriciels) - Chahi no recibió crédito en la versión C64.
- 1986 Le Pacte (Loriciels)
- 1987 Danger Street (Amstrad CPC; Chip)
- 1988 Viaje al Centro de La Tierra
- 1989 Juana de Arco
- 1989 Future Wars (título original en francés: Les voyageurs du temps, Interplay)
- 1991 Another World (título en Norteamérica: Out of This World, Interplay), relanzado el 14 de abril de 2006 y de nuevo el 4 de abril de 2013
- 1998 Heart of Darkness (Interplay)
- 2004 Amiga Classix 4 (Magnussoft)
- 2011 From Dust (Ubisoft)[7][8][9][10]